# Shut Up (and Give Me Whatever You Got)
«Shut Up (and Give Me Whatever You Got)» — песня британской певицы Амелии Лили с её дебютного альбома Be a Fighter. Была выпущена 29 января 2013 года в качестве второго сингла музыкальным лейблом Sony Music. Авторами песни стали Брайан Хиггинс, Люк Фиттон, Тим Диал, Брук Джинграс, Джошуа Дженкин, Мэтт Грей, Миранда Купер, Оуэн Паркер, Тоби Скотт

## Предыстория
«Shut Up (and Give Me Whatever You Got)» стал первой песней, записанной Лили в студии. В конце октября 2012 года она назвала Yahoo! News название песни. Обложка сингла вышла 12 декабря 2012 года.

## Музыкальное видео
2 ноября состоялась премьера видео на официальном канале певицы в You Tube., съёмки которого прошли 19 октября. На канале в Vevo видео появилось 28 ноября 2012 года.

## Список композиций
| №  | Название                                                      | Длительность |
| -- | ------------------------------------------------------------- | ------------ |
| 1. | «Shut Up (And Give Me Whatever You Got)»                      | 3:12         |
| 2. | «Shut Up (And Give Me Whatever You Got)» (Wideboys Radio Mix) | 3:36         |
| 3. | «Shut Up (And Give Me Whatever You Got)» (Almighty Radio Mix) | 3:13         |

## Чарты
| Чарт (2013)                     | Наивысшее место |
| ------------------------------- | --------------- |
| Ирландия (IRMA)                 | 10              |
| Шотландия (OCC Scotland)        | 8               |
| Словакия (Rádio — Top 100)      | 31              |
| Великобритания (OCC UK Singles) | 11              |

## История релиза
| Страна         | Дата                | Формат               | Лейбл     |
| -------------- | ------------------- | -------------------- | --------- |
| Ирландия       | 18 января 2013 года | Цифровая дистрибуция | Xenomania |
| Великобритания | 20 января 2013 года | Цифровая дистрибуция | Xenomania |